# Dictionary of Greek and Roman Geography
El Dictionary of Greek and Roman Geography, cuya primera publicación es de 1854, fue el último de una serie de diccionarios clásicos editado por el erudito inglés William Smith (1813-1893), que incluye como obras hermanas A Dictionary of Greek and Roman Antiquities y el Dictionary of Greek and Roman Biography and Mythology. Según lo declarado por Smith en el prefacio: «El Diccionario de Geografía ... está diseñado principalmente para ilustrar los escritores griegos y romanos, y para permitir que un estudiante diligente pueda leerlos de la manera más aprovechable». El libro es fiel a la descripción: en dos enormes volúmenes del diccionario ofrece una cobertura detallada de todos los países importantes, regiones, pueblos, ciudades, características geográficas que tuvieron su lugar en las literaturas griega y romana, sin olvidar las mencionadas únicamente en la Biblia. El trabajo fue reeditado por última vez en 2005.

## Facsímiles
- vía Google Libros:
  - (1854) Dictionary of Greek and Roman Geography, Vol. I: Abacaenum – Hytanis
  - (1857) Dictionary of Greek and Roman Geography, Vol. II Iabadius – Zymethus

- En Internet Archive están archivadas las siguientes ediciones:
  - Smith, William (1854). Dictionary of Greek and Roman Geography (Abacaenum – Hytanis) 1. Boston: Little, Brown.
  - Smith, William (1857). Dictionary of Greek and Roman Geography (Iabadius – Zymethus) 2. London: Walton and Maybery.
  - Smith, William (1870). Dictionary of Greek and Roman Geography (Abacaenum – Hytanis) 1. Boston: Little, Brown.
  - Smith, William (1872). Dictionary of Greek and Roman Geography (Iabadius – Zymethus) 2. London: John Murry.